# I Only Wanna Be with You
I Only Wanna Be with You – singel brytyjskiej piosenkarki Samanthy Fox wydany w 1989 roku.
Twórcami orgyginalnej piosenki „I Only Want to Be with You” byli Mike Hawker i Ivor Raymonde – napisana dla Dusty Springfield w 1963 roku.

## Ogólne Informacje
Utwór ten, został wyprodukowany przez Stocka Aitken Waterman i wydany w formacie Vinyl, 7" i 12", gdzie na stronie B znalazła się jej poprzednia piosenka "Confession". Singel ten pochodzi z jej trzeciego albumu "I Wanna Have Some Fun"

## Dostępne Wersje
- Wersja Singlowa - 2:45
- Specjalna Wersja Singlowa - 3:19
- Extended Mix - 4:56